# Championnat d'Allemagne féminin de football 1997-1998
Navigation
Édition précédente Édition suivante
La Frauen-Bundesliga 1997-1998 est la 25e édition du championnat d'Allemagne féminin de football.
Le premier niveau du championnat féminin oppose douze clubs allemands en une série de vingt-deux rencontres jouées durant la saison de football. La compétition débute le 17 août 1997 et s'achève le 7 juin 1998.
Les deux dernières places sont synonymes de relégation en Regionalliga.
Lors de l'exercice précédent, la 1. Frauen-Bundesliga était composé de deux groupes de dix clubs. À l'issue de cette saisons, les quatre meilleures équipes de chaque groupe intègre la nouvelle 1. Frauen-Bundesliga et sont rejoints par les quatre meilleures équipes d'une phase de relégation mettant aux prises les équipes classé des cinquième au huitième place de chaque groupe et les deux meilleures équipes de chaque zone de Regionalliga (Nord et Sud).
À l'issue de la saison, le FSV Francfort décroche le troisième titre de champion d'Allemagne de son histoire. Dans le bas du classement, le SC Klinge Seckach (en) et le Hambourg SV, sont relégués.
| \| SC Bad Neuenahr FCR Duisbourg FSV Francfort Grün-Weiß Brauweiler Hambourg SV SC Klinge Seckach (en) TuS Niederkirchen SG Praunheim FC Eintracht Rheine I 0FC Sarrebruck Sportfreunde Siegen SSV Turbine Potsdam \| Localisation des clubs engagés dans le championnat. |
| SC Bad Neuenahr FCR Duisbourg FSV Francfort Grün-Weiß Brauweiler Hambourg SV SC Klinge Seckach (en) TuS Niederkirchen SG Praunheim FC Eintracht Rheine I 0FC Sarrebruck Sportfreunde Siegen SSV Turbine Potsdam                                                           |

## Participants
Ce tableau présente les douze équipes qualifiées pour disputer le championnat 1997-1998. On y trouve le nom des clubs, la date de création du club, l'année de la dernière montée au sein de l'élite, leur classement de la saison précédente, le nom des stades ainsi que la capacité de ces derniers.
Légende des couleurs
- Champion de 1. Frauen-Bundesliga la saison précédente.
- Promu de Regionalliga.

| Nom du club            | Date de création | Dernière montée | Cls 1997      | Stade                         | Capacité | Nb T. |
| ---------------------- | ---------------- | --------------- | ------------- | ----------------------------- | -------- | ----- |
| Grün-Weiß Brauweiler   | 1974             | 1991            | Vainqueur     | Stade inconnu                 | -        | 1     |
| FCR Duisbourg          | 1977             | 1993            | Finaliste     | PCC-Stadion                   | 3 000    | /     |
| FSV Francfort          | 1970             | 1990            | 1/2 finaliste | Stadion am Bornheimer Hang    | 12 500   | 2     |
| SG Praunheim           | 1973             | 1990            | 1/2 finaliste | Stadion am Brentanobad        | 5 200    | /     |
| Sportfreunde Siegen    | 1971             | 1990            | 3 (Gr. Nord)  | Leimbachstadion               | -        | 6     |
| TuS Niederkirchen      | 1969             | 1990            | 3 (Gr. Sud)   | Sportgelände Nachtweide       | -        | 1     |
| FC Eintracht Rheine    | 1986             | 1990            | 4 (Gr. Nord)  | Jahnstadion                   | 4 009    | /     |
| FC Sarrebruck          | 1990             | 1990            | 4 (Gr. Sud)   | Stadion Kieselhumes           | 6 000    | /     |
| SSV Turbine Potsdam    | 1971             | 1994            | 5 (Gr. Nord)  | Karl-Liebknecht-Stadion       | 10 499   | /     |
| SC Klinge Seckach (en) | 1981             | 1990            | 7 (Gr. Sud)   | Sportstätte beim SV Muckental | -        | /     |
| SC Bad Neuenahr        | 1907             | 1997            | Reg.          | Apollinarisstadion            | 4 580    | 1     |
| Hambourg SV            | 1970             | 1997            | Reg.          | Wolfgang-Meyer-Sportanlage    | 2 018    | /     |

## Compétition

### Classement
Le classement est calculé avec le barème de points suivant : une victoire vaut trois points, le match nul un et la défaite zéro.
Les critères utilisés pour départager en cas d'égalité au classement sont les suivants :
1. différence entre les buts marqués et les buts concédés sur la totalité des matchs joués dans le championnat ;
2. plus grand nombre de buts marqués sur la totalité des matchs joués dans le championnat.

| Rang | Équipe                     | Pts | J  | G  | N | P  | Bp | Bc | Diff |
| ---- | -------------------------- | --- | -- | -- | - | -- | -- | -- | ---- |
| 1    | FSV Francfort              | 56  | 22 | 18 | 2 | 2  | 80 | 19 | +61  |
| 2    | SG Praunheim               | 50  | 22 | 16 | 2 | 4  | 58 | 22 | +36  |
| 3    | FCR Duisbourg              | 47  | 22 | 15 | 2 | 5  | 57 | 22 | +35  |
| 4    | Grün-Weiß Brauweiler T C S | 39  | 22 | 12 | 3 | 7  | 35 | 28 | +7   |
| 5    | Sportfreunde Siegen        | 38  | 22 | 12 | 2 | 8  | 46 | 23 | +23  |
| 6    | SSV Turbine Potsdam        | 30  | 22 | 9  | 3 | 10 | 34 | 43 | -9   |
| 7    | FC Eintracht Rheine        | 29  | 22 | 9  | 2 | 11 | 28 | 32 | -4   |
| 8    | FC Sarrebruck              | 29  | 22 | 9  | 2 | 11 | 32 | 41 | -9   |
| 9    | TuS Niederkirchen          | 20  | 22 | 5  | 5 | 12 | 26 | 44 | -18  |
| 10   | SC Bad Neuenahr P          | 19  | 22 | 5  | 4 | 13 | 23 | 49 | -26  |
| 11   | SC Klinge Seckach (en)     | 18  | 22 | 5  | 3 | 14 | 23 | 58 | -35  |
| 12   | Hambourg SV P              | 5   | 22 | 1  | 2 | 19 | 17 | 78 | -61  |

| Légende : | Légende : |
| --------- | --- |
|           | Relégué en Regionalliga. |
|           | T Tenant du titre. P Promu de Regionalliga. C Vainqueur de la DFB-Pokal Frauen 1997-1998. S Vainqueur de la DFB-Supercup Frauen Pts points ; G victoires ; N matchs nuls ; P défaites Bp buts marqués ; Bc buts encaissés ; Diff différence de buts |

### Résultats
| Résultats (▼dom., ►ext.)                                   | Bad | Dui | Fra | Grü | Ham  | Kli | Nie | Pra | Rhe | Sar | Sie | Tur |
| SC Bad Neuenahr                                            |     | 1-2 | 0-2 | 1-2 | 1-1  | 5-1 | 0-0 | 0-1 | 4-2 | 3-1 | 0-2 | 0-0 |
| FCR Duisbourg                                              | 3-0 |     | 4-1 | 3-0 | 6-1  | 5-1 | 7-0 | 1-3 | 0-0 | 1-0 | 2-1 | 1-3 |
| FSV Francfort                                              | 9-1 | 3-1 |     | 5-0 | 11-2 | 7-0 | 3-0 | 0-2 | 2-0 | 6-2 | 5-1 | 1-0 |
| Grün-Weiß Brauweiler                                       | 2-0 | 0-1 | 1-2 |     | 3-0  | 3-2 | 2-2 | 1-2 | 1-2 | 1-1 | 1-0 | 1-0 |
| Hambourg SV                                                | 2-2 | 0-4 | 0-4 | 0-2 |      | 2-0 | 1-3 | 2-8 | 0-2 | 0-3 | 2-3 | 0-2 |
| SC Klinge Seckach (en)                                     | 0-0 | 1-3 | 0-0 | 0-5 | 3-0  |     | 0-1 | 3-1 | 1-1 | 2-5 | 2-1 | 1-2 |
| TuS Niederkirchen                                          | 1-2 | 2-2 | 0-1 | 0-2 | 4-2  | 0-2 |     | 2-1 | 0-1 | 4-1 | 0-3 | 4-2 |
| SG Praunheim                                               | 6-1 | 1-0 | 0-5 | 3-1 | 6-0  | 3-1 | 4-2 |     | 3-0 | 2-0 | 1-1 | 7-1 |
| FC Eintracht Rheine                                        | 4-0 | 1-5 | 1-4 | 0-1 | 3-0  | 3-0 | 2-0 | 1-0 |     | 1-2 | 1-2 | 0-1 |
| FC Sarrebruck                                              | 3-0 | 3-2 | 1-4 | 1-2 | 2-0  | 0-1 | 0-0 | 0-3 | 2-1 |     | 1-0 | 1-3 |
| Sportfreunde Siegen                                        | 3-0 | 0-1 | 1-1 | 1-2 | 1-0  | 5-0 | 3-1 | 0-1 | 4-0 | 4-2 |     | 6-0 |
| SSV Turbine Potsdam                                        | 4-1 | 0-3 | 2-4 | 2-2 | 4-2  | 6-2 | 2-1 | 0-0 | 0-1 | 0-1 | 0-4 |     |
| - Victoire à domicile - Match nul - Victoire à l'extérieur |     |     |     |     |      |     |     |     |     |     |     |     |

## Bilan de la saison
| Championnat d'Allemagne féminin de football 1997-1998 |                          |
| Champion                                              | FSV Francfort (3e titre) |
| Dauphin                                               | SG Praunheim             |
| Coupes et trophées                                    |                          |
| Vainqueur DFB-Pokal Frauen 1997-1998                  | Grün-Weiß Brauweiler     |
| Vainqueur DFB-Supercup Frauen                         | Grün-Weiß Brauweiler     |
| Promotions et relégations                             |                          |
| Promus en Frauen-Bundesliga                           | SC Fribourg              |
| Promus en Frauen-Bundesliga                           | WSV Wolfsburg            |
| Relégués en Regionalliga                              | SC Klinge Seckach (en)   |
| Relégués en Regionalliga                              | Hambourg SV              |

## Statistiques
| Cls | Joueuse           | Club                 | Buts |
| --- | ----------------- | -------------------- | ---- |
| 1   | Birgit Prinz      | FSV Francfort        | 23   |
| 2   | Sandra Smisek     | FSV Francfort        | 20   |
| 3   | Inka Grings       | FCR Duisbourg        | 13   |
| 3   | Thekla Krause     | Sportfreunde Siegen  | 13   |
| 3   | Claudia Müller    | SG Praunheim         | 13   |
| 3   | Jolanta Nieczypor | FCR Duisbourg        | 13   |
| 7   | Carmen Holinka    | Grün-Weiß Brauweiler | 11   |
| 7   | Monika Meyer      | SG Praunheim         | 11   |
| 7   | Carmen Schäfer    | SC Bad Neuenahr      | 11   |
| 10  | Heidi Mohr        | TuS Niederkirchen    | 10   |
| 10  | Pia Wunderlich    | SG Praunheim         | 10   |